# Étienne Clément
Pour les articles homonymes, voir Clément.
Ne doit pas être confondu avec Étienne Clément (médecin).
Étienne Auguste Eloy Clément est un homme politique français né le 6 octobre 1798 à Grenoble (Isère) et décédé le 22 septembre 1862 à Grenoble.

## Biographie
Avocat, il est nommé procureur à Saint-Marcellin en 1830. Il est révoqué en 1842 pour ses opinions républicaines. Conseiller municipal de Grenoble, il est commissaire du gouvernement en février 1848 et député de l'Isère de 1848 à 1851, siégeant à gauche. 

## Sources
- « Étienne Clément », dans Adolphe Robert et Gaston Cougny, Dictionnaire des parlementaires français, Edgar Bourloton, 1889-1891 [détail de l’édition]